# 委任状

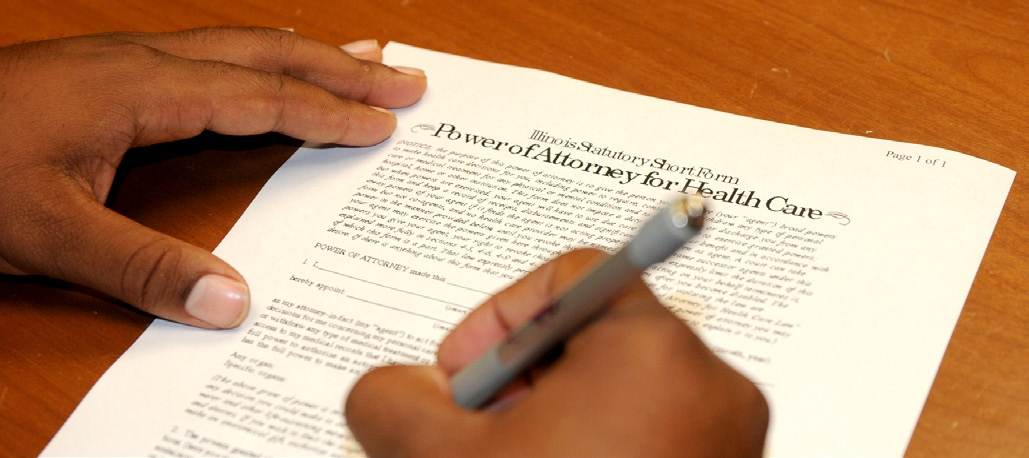
Power of attorney

委任状（いにんじょう、power of attorney（POA）、letter of attorney）は、私的な問題（財産に関する事項や医療と福祉に関する事項）やビジネス、その他の法的事項において他人を代理することについて、書面で権限を付与するもの、あるいは付与した代理権を書面で証明する書面である。権限を付与する者を、本人（principal、grantor、donor）という。代理人として行為する権限を付与された者を代理人（agent、attorney、コモン・ロー地域ではattorney-in-factとも）という。
正式には、英語で「power」というときは正式印が捺印されて署名された法律文書をいい、「letter」は当事者が署名した手書きの法律文書のことをいったが、現在では「power of attorney」に正式印は必要とされない。委任状に公証人の認証や証人の署名が必要な法域もあるが、それ以外の法域では委任者が署名さえすれば効力を生じる。

## 代理人（attorney-in-fact）
「attorney-in-fact」という語は、多くの法域で「agent」の代わりに用いられている。この語は、「attorney-at-law」という語と区別される。アメリカ合衆国では、「attorney-at-law」とは、特定の管轄内で代弁する資格を有する事務弁護士をいう。「attorney-in-fact」は、専門職ではなくてもよく、委任状によって付与された権限に従って行為をすることを認められているが、非弁行為に該当する行為に従事することはできない。
アメリカの統一代理権法（Uniform Power of Attorney Act）は、「agent」の語を採用した。代理人は、本人にとっての受認者（fiduciary）であるため、同法は、代理人の信認義務として、本人に対して完全に誠実かつ忠実であることを求めている（§64.2-1612）。
代理人は、他人を代理して行為する権限を有しているが、この権限が、例えば弱者や不在者の資産を搾取するといった形で悪用されることが知られている。

## 構成と要件

### 本人の能力
本人は、必要な意思能力を有している場合にのみ委任状を作成することができる。委任状の中には、本人が、自身が無能力になった後であっても委任状の効力を維持するとを希望する旨を記載し、持続的委任状（durable power of attorney）または永続的代理権委任状（lasting power of attorney）を作成していることもある。適切な持続的委任状を交付していない者が委任状を作成する能力を有していない場合、代わりにとりうる唯一の方法は、裁判所に保佐人や成年後見人を選任してもらうことである。

### 口頭又は書面
法域によって、代理権の授与は口頭によって行うことができる場合もあり、証人の有無に関わらず、書面で作成された場合と同様に法廷で通用する。ある目的のための委任状は、書面で作成することが法律上求められていることがある。病院や銀行、アメリカでは内国歳入庁等の多くの機関では、委任状は、書面で作成することが必要であり、通常、記録のために副本またはコピーを保管する。多くの場合、介護施設でも同様である。

### 同様の方式要求ルール（equal dignity rule）
「同様の方式要求ルール（equal dignity rule）」とは、他人のために特定の行為をする権限を付与するにあたっては、その代理人が実行しようとする行為に求められている形式と同様の形式で任命することが求められるという法の原則である。これは、例えば本人が代理人に家などの不動産を購入する権限を付与したい場合に、法律で不動産の売買契約には書面が要求されているとき（多くのアメリカの州では、詐欺防止法により求められている）は、売買契約書や証書に署名する代理権を付与するには、書面でしなければならないということを意味する。同様に、アメリカ以外のコモン・ロー地域でも、証書（すなわち正式印が捺印されるか、2人の証人の面前で作成された法律文書）を作成するための委任状は、それ自身が証書によって作成されなければならない。

### 作成
委任状が法的に執行可能な文書となるには、少なくとも本人による署名と日付の記載が必要である。さらに法域によっては、委任状に証人の署名もしくは公証人の認証、またはそれらの両方が必要である。たとえ法律で要求されなくても、文書を公証人に調査してもらい、署名（しばしば押印）してもらうことは、法的な異議申立てに対抗できる可能性を高める。
代理人が本人に代わって有償で行為するときは、支払に関する契約は代理権を付与する文書とは分けられる。その分離された契約が別紙として書面で作成された場合、代理人の義務を遂行するためにその委任状を他人に提示される場合であっても、本人と代理人の間で秘密にされる。

### 取消し
委任状がその文言または何らかの法律の原則により取り消すことができない場合であっても、本人は、代理人に告げることによりその委任状を取り消すことができる。しかし、もし本人が第三者に通知せず、当該第三者がその委任状が有効であると信用したことが合理的である場合には、本人は、代理人の行為に拘束されることがある。ただし、代理人もそのような権限のない行為に対する責任を負う。

## 種類
委任状には、「特定（special）」（「限定（limited）」ということもある）、「包括（general）」、「一時的（temporary）」という種類がある。特定委任状（special power of attorney）とは、指定された行為や行為類型に限定された委任状である。包括委任状（general power of attorney）とは、代理人に対し、私的な、あるいはビジネス上の全ての決定を許可する委任状である。一時的代理権委任状（temporary power of attorney）とは、期間が限定された委任状である。必要であれば、持続的委任状は、本人に行為をする精神能力が存する間に取り消したり変更したりすることができる。

### 持続的代理権
コモン・ローのもとでは、単純な委任状は本人が死亡したときや、無能力、すなわち、外傷や精神的疾患等によりその権限を委託することができなくなった場合に、無効となる。もし本人が、その委任状はたとえ自己が無能力になっても有効に存続する旨を明記していたら、この類型の委任状は、持続的委任状（アメリカでは「power of attorney with durable provisions」、その他の地域では「enduring power of attorney」「lasting power of attorney」「continuing power of attorney」等）と呼ばれる。実際に、持続的委任状によれば、代理人が本人に代わって行為や意思決定をする権限は、本人が死亡するまで続く。

### 医療
いくつかの法域では、持続的委任状が医療委任状（health care power of attorney）にもなることがある。この特定の宣誓供述書は、代理人に対し、本人のために終末期医療や生命維持までを含む医療判断をする権限を付与する。本人は、通常、代理人が終末期についての意思決定をする権限を変更または制限することができる.。多くの法域では、医療委任状は「health care proxy」ともいい、「health care power of attorney」と相互に言い換え可能である。

#### 事前医療指示書との関係
医療委任状と関連して、事前医療指示書（advance health care directive）あるいはリビング・ウィルともいわれる別の文書もある。リビング・ウィルは、医療に関する希望の宣言文であるが、意思決定をするための他人を選任しない。法域によって、医療委任状は、事前医療指示書とともに一通の書面に記載されることもあれば、そうでないこともある。例えば、カリフォルニア州議会は、一通の書面による医療委任状と事前医療指示書についての同州の法的文言の要件の全てに適合する標準医療委任状及び事前医療指示様式を採択した。これに対し、ニューヨーク州では、医療代理人を選任する書面を別途作成することを義務付ける医療代理法（Health Care Proxy law）が制定された。

### Springing
アメリカの一部の州やその他の法域では、spring型委任状（条件成就により効力を生じる委任状、springing power of attorney）も可能である。これは、本人が無能力者になった後やその他の一定の将来の行為や状況が生じた後にのみ効力が生じるものである。能力を喪失した後の代理権は持続的委任状と同じだが、能力喪失前に発効させることはできない。この委任状は、病気や怪我により本人が行為をすることができなくなった場合に、本人に関する事項を配偶者や家族に管理させるために利用される。spring型委任状を利用する場合、本人は、いつどのように代理権を発効させるかを正確に特定する必要がある。アメリカでは、医療保険の携行性と責任に関する法律（Health Insurance Portability and Accountability Act|privacy）の個人情報に関する規定を受けて、医者は、委任状で明確に許可されていない限り本人の能力に関連する情報を明らかにしないことが多い。
本人がこの種の代理を開始する程度に能力を喪失したかどうかの決定は、正式な手続きによる。spring型委任状は、自動的に発効するものではなく、相手方の機関は、代理人を相手とすることを拒むことができる。そのときは、裁判所で解決する。

### 標準書式
各種委任状の標準書式が利用可能であり、多くの組織がそれを依頼者や顧客、患者、従業員、組織員等に対して提供している。しかし、州によって承認された書式にかなりの違いがあるので、法律家以外の者から取得した標準書式の委任状を利用する本人は注意が必要である。一部の法域では、委任状の法定書式が利用可能である
。

## 代理権の黙示の制限
委任状は、代理人に対して本人がいない場合に行為をする権限を与えるものであるが、代理人が取引をする個人や会社に適用される規則や規制に抵触する権限を代理人に与えることはできない。例えば、銀行において、特定の行為をするためには実際に本人が銀行に行かなければならないとする規則があるとすれば、委任状をもって、代理人が本人不在で当該行為をする権限を与えることはできない。

## 特殊な利用

### 委任による議決権行使
ロバート議事規則によると、委任による議決権行使（proxy voting）は、委任状の交付を必要とする。ここでいう「proxy」には、委任状自体と、委任を受けた代理人と両方の意味がある。

### 資産管理
本人が、自分に代わって証券ブローカーに多額の投資を実施することを依頼する資産管理の場面では、本人の助言と独立して、本人の口座で取引をするために、委任状が証券ブローカーに正式に交付されなければならない。このルールは、特定の取引を実施するようにブローカーに支持する本人や、特定の取引を自身にとって最善の方法でブローカーが実施すると信用している本人にも適用される。

## 国ごとの特徴

### イングランド及びウェールズ
イングランド及びウェールズで適用されるイングランドの法律では、能力を有する者は誰でも委任状を与えることができる。委任状は、包括的なもの（金銭や資産に関して本人が適法にすることができる全てのことを代理する）や、特定の行為（例えば土地の売却）に限定したものがあり、1971年代理権法に規定がある。通常の委任状は、本人が代理人の行為を承認する意思能力を有する間に限って有効である。
管財人に対する委任状もあり、1925年管財人法（Trustee Act 1925）25節に規定がある。
本人が意思能力を喪失したときは、通常の委任状は使えなくなる。そのようなケースに備えるためには、永続的委任状（lasting power of attorney、LPA）を作成しなければならない。これは、通常の委任状とは区別される全く異なるタイプの権限であり、所定の書式で作成し、所定の規則に基づいて署名して証人が署名し、公的後見局（Office of the Public Guardian）に登録しなければならない。この種の委任状は、2005年意思能力法により2007年に新設された。従来の持続的委任状（enduring power of attorney、EPA）は廃止されたが、法改正前に正しく作成された持続的委任状（EPA）は有効なままである。持続的委任状（EPA）は、永続的委任状（LPA）と異なり、本人が意思能力を失った場合にのみ登録する必要があった。
公的後見局は、永続的委任状を登録するオンラインの手続きを提供している 。
前述したアメリカ法における規定の多くは、一般的なイギリスの用法や2005年意思能力法で用いられている用語とは異なる意味をもつ用語を使っている。例えば、イギリス法における「enduring power of attorney」「advance directive」「notary public」等の用語は、アメリカ法における用語の意味と同じ意味ではない。

#### 例外的状況
2019年に始まったコロナウイルス感染症の蔓延の間、イングランド及びウェールズでは、遺言書等の書類の証人がビデオリンクを用いて立会いすることが認められた。しかし、委任状は全ての関係者が正しい順序で自署し、証人が直接（窓越しや屋外は可能であったが）立会いしなければならなかった。

### スコットランド
スコットランドの法律では、多くがイングランド及びウェールズと同じである。
スコットランドの慣例は、イングランド及びウェールズとは異なる。スコットランドでは、委任状登録のために公的後見局が電子委任状制度を提供している。

### アイルランド
アイルランドの法律では、2種類の委任状がある。
- 包括的または特定の委任状。本人が意思無能力になったら消滅する[25]。このタイプの委任状は、実質的にイングランド及びウェールズの1971年代理権法における普通委任状と同一である。

- 持続的委任状。本人が意思無能力になってから発効する[25]

The death of the donor ends both.。
関連する立法は、1996年代理権法（Powers of Attorney Act 1996）と規則No.287/1996で一部改正された1996年持続的代理権規則（Enduring Powers of Attorney Regulations 1996、SI No. 196/1996）がある。2015年意思決定支援法（Assisted Decision-Making (Capacity) Act 2015）第7編では、持続的委任状を作成する場合の新しい条項が規定され、2015年法が施行されたら1996年法に基づいて新しい委任状は作成できない。

#### 委任状の作成
委任状を作成するのに弁護士は必要なく、単に証人の立会いの下で本人が署名し、証人が連署すれば作成できる。
持続的委任状の作成の要件は次のとおりである。
- 特定の様式によらなければならない[25]。
- 委任状が作成されたときに、本人に当該委任状を作成することの効果について理解する意思能力があると考えられる旨を述べた医師の意見書[25]
- 委任状を作成することの効果を理解している旨を述べた本人の意見書[25]
- 委任状を作成することの効果を本人が理解したことを確信している旨を述べた弁護士の意見書[25]
- 本人が不当な影響下で作成していない旨を述べた弁護士の意見書[25]

裁判所は、代理権の行使に関して一般的な監督の役割を果たす。

### オーストラリア
オーストラリアでは、能力を有する者は誰でも委任状を与えることができる。代理権の行使ができるのは、予め決めた期間である場合も無期限の場合もある。委任状は、個人にも複数人にも与えることができる。複数人に与えられた場合、全員が共同して権限を行使する場合もそれぞれが単独で行使する場合もある。

### カナダ
カナダでは、一般的に2つのタイプの委任状がある。
- 財産管理に関する委任状（Power of Attorney for Property）:選任された代理人が、本人に代わって銀行口座の管理や資産の売却、各種支払等の財産管理に関する意思決定を行うもの。
- 医療に関する委任状（Power of Attorney for Personal Care）:選任された代理人が、本人の住居の選定や治療の意思決定等の医療や福祉に関する意思決定を行うもの。

医療と財産管理の両方の意思決定に関する権限を代理人に与える与える混合的な委任状も可能である。重要なのは、委任状に関する法令は州や地域ごとに異なり、それぞれのタイプの委任状に求められる要件も異なるということである。

#### オンタリオ州
オンタリオ州では、財産管理に関する委任状は、本人が自分の代わりに財産管理に関する意思決定を行う代理人を選任する。この財産管理に関する委任状には、持続的委任状（Continuing Power of Attorney for Property）も持続的委任状でない通常の委任状も含まれる 。代理人の権限は、限定的にも広範にもすることができ、即時に発効させることも特定の条件（例えば本人が精神的無能力になった場合）にかからしめることもできる。本人は、能力を喪失しない間は、いつでも委任状を取り消すことができる。
委任状は、オンタリオ地域法律教育機関（Community Legal Education Ontario）が提供するウェブツールを用いて自分自身で無料で作成することも、法律家に作成してもらうこともできる。重要なのは、委任状は必ず本人の署名入りの書面で作成し、代理人以外の証人の署名が必要であるということである。
委任状を作成していない者が自分に関する事項について管理できなくなっても、政府は自動的に介入しない。そのような状況になった場合、家族は本人の医療に関する意思決定をしたり、財産管理に関する後見人になることを申請する権利がある。あるいは、近い友人等がこれらの事項について意思決定をすることができる場合もある。公的後見庁（Office of the Public Guardian and Trustee）を通じて政府が動くのは、法的要請があり、他の適切な人物が意欲と能力を持って対応することができない場合に限られる。

### 日本
日本の民法には、委任状について特に定めた条項は存在せず、本人が代理権を授与したり、代理人が第三者に対して代理権の存在を証明するにあたっては、任意の方法によることができる。また、委任状の作成の方式も法定されていないため、公証人の認証も証人の立会いも必要がない。
一定の公的な手続においては、委任状の提出が必要となる。例えば、民事訴訟においては「訴訟代理人の権限は、書面で証明しなければならない」（民事訴訟規則23条1項）とされ、通常は訴訟委任状を提出する。また、登記申請においても代理人の権限を証する書面（情報）が添付情報となっており（不動産登記令7条1項2号、商業登記規則9条の6第2項）、この書面は一般的に委任状といわれている。公証人に公正証書の作成等を嘱託する際も、代理人によるときには、「代理人ノ権限ヲ証スヘキ証書ヲ提出」する必要があり、この証書も一般的に委任状といわれている。

### ドイツ
ドイツでは、民法典（BGB）では、代理権の授与は、代理権を授与される者または第三者に対する意思表示によって行うものとされており（167条1項）、当該意思表示には特別の方式も求められていない（2項）ため、委任状の作成は必須ではない。
他方、172条に委任状（Vollmachtsurkunde、代理権授与証書）に関する規定があり、本人が代理人に委任状を交付し、代理人がこれを第三者に提示したときは、本人が代理権授与について特別の通知をした場合と同様の効果を有するとされる（172条1項）。また、委任状が本人に返還されるか、失効したことが示されるまで、代理権は存続する（2項）。代理権を授与された者には代理権消滅後に委任状を返還する義務があり（175条）、委任状が返還されない場合に本人が公告により委任状失効の意思表示をする制度もある（176条）。

### ロシア
ロシアの法律では、ロシア連邦民法典185条によると、委任状は本人が署名することで作成することができる。委任状の作成には、例えば公証人の署名等の証人が必要である。委任状が土地に関する権利の売買契約をするために作られるときは、登記されなければならないため、公証人による署名が必須である。
ロシア連邦民法典186条に従い、委任状には日付も記載しなければならない。作成された日付が明記されていない委任状は無効である。
委任状は取消を禁止することができない。本人は、単独の裁量で委任状をいつでも取り消すことができる。民法典の規定により、この権利の放棄は無効である。